# Чинбарство

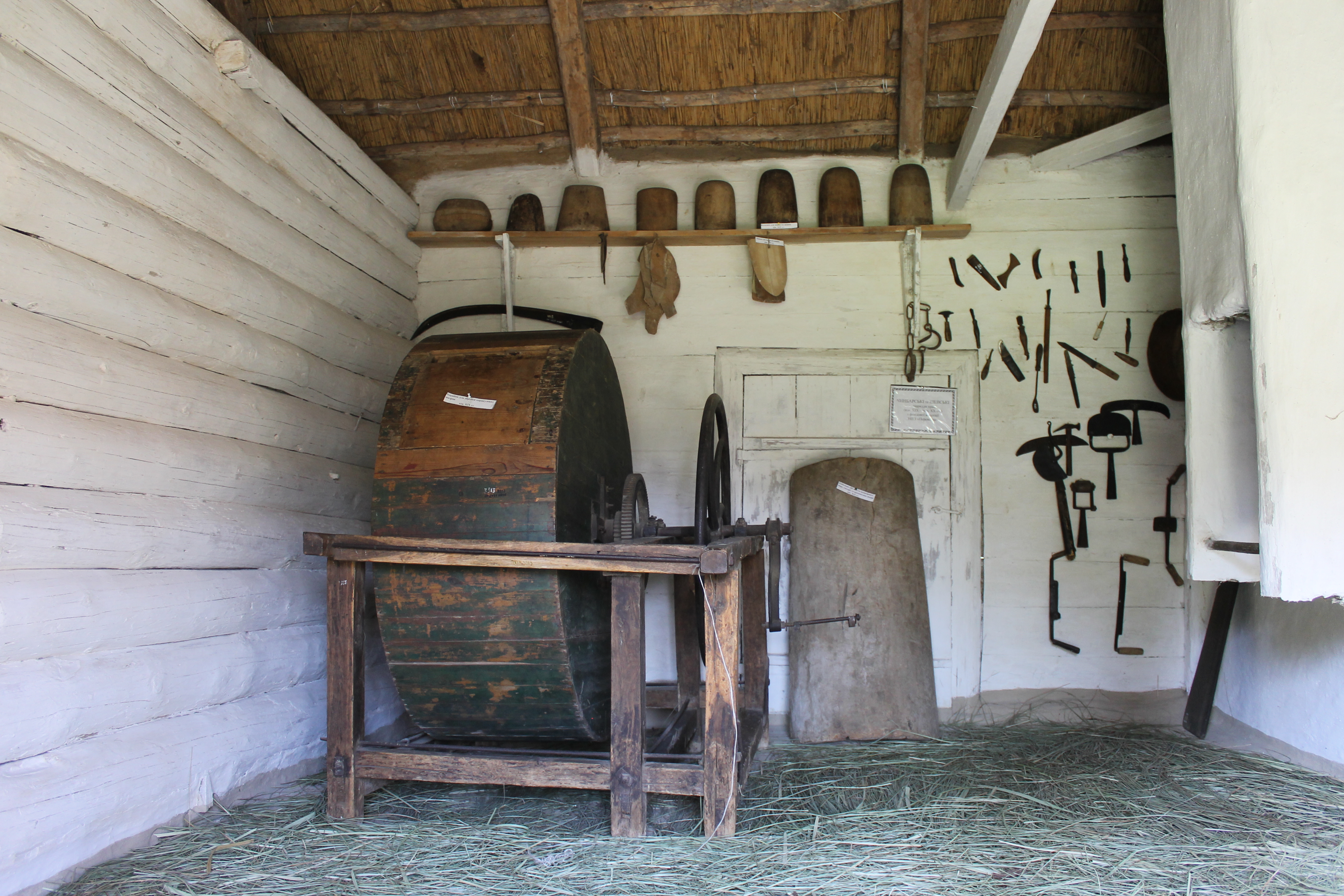
Знаряддя праці українського чинбаря

Чинба́рство, гарба́рство — ремесло, обробка шкіри.

## Історія
Чинбарство було галуззю кустарної промисловості. В Україні існує від найдавніших часів. Майстер, який займався цим промислом, звався чинба́р («чимба́р»), гарба́р, дубильник, кожум'я́ка кожом'я́ка (від заст. кожа — «шкіра»), мнець. Останні дві назви вживалися щодо чинбарів, які виробляли сиром'ятну шкіру.
Підприємство, де займалися обробкою шкіри — чинба́рня чи гарба́рня.
Чинбарі дубили («чинили») шкури тварин, виробляючи з них шкіри. Згодом з чинбарства виділилися окремі промисли — кушнірство і лимарство.

## Технології
Спочатку зняті шкури висушували, розтягаючи їх. Для розтягання шкір використовували такий прилад, як п'їла. Він складався з двох п'їли́н — паралельних чотирикутних брусків, кінці яких проходили через колоду — товстіший брусок. На колоді був мечик, один кінець якого на чопу, а другий прикріплявся сворінем. Далі шкіри розмочували, обробляли вапном у ямах чи коритах — з метою звільнити їх від волосу й міздрі́ (підшкірної клітковини). Волос видаляли штрихілем — залізною лопаткою.
Для очищення шкір від міздрі (міздрювання) їх натягали на кобилицю — дерев'яний чурбак і скребли дворучним ножем — стругом. Потім шкіри промивали у воді й занурювали в розчин для дублення.
Для розминання шкіри чинбарі використовували пристрій — м'яльницю. Вона складалася з обертового стовпа, укріпленого в підп'ятнику дерев'яної опори (колоди). На стовп надівали дерев'яний диск (круг), споряджений ручками (крилами) й отворами. У стовпі був проріз (рівчак), куди вкладали шкіру, затискували її до круга палицями з головками (шпилями з рогачиками), вставляючи їх в отвори, і притискували шкіру зверху другим кругом.
Дещо відмінною була вичинка овчини. Оскільки для пошиття кожухів шерстяний покрив шкіри зберігався, овчини обробляли лише з одного боку. Після розмочування у воді овчину розтягали на п'їлах і міздрювали її скафою (скахвою, шкафою, шкахвою) — широким ножем, вставленим вздовж у край дерев'яної дощечки. Скафа складалася з дерев'яної ручки (колодки), леза (шнафи) і вушок (на Галичині вони також називалися антабками) для їх скріплення між собою. Потім шкіру знову вимочували: на цей раз у келеї — житньому борошні чи висівках, розчинених у підсоленій воді. Далі її висушували, розтягали па п'їлах і розминали спеціальним знаряддям — ключем. У гуцулів ключ мав таку будову: до дерев'яного руків'я (колодки) під кутом кріпився власно ключ, який мав вигляд плоского гака з двома ребрами. Зовнішне ребро (вістря) було гострим, а внутрішнє (ти́лє) — тупим. Від колодки донизу йшов залізний прут, що закінчувався коротким ланцюгом (ланцем), на кінці його було стремено (стре́мє). Під час роботи чинбар вставляв ногу в стремено, правою рукою тримав колодку, а ліву мав на шкірі, що лежала під ключем. Завершальним процесом було натирання шкіри крейдою, гіпсом чи алебастром й остаточне очищання від рештків жиру. Готові овчини могли фарбувати. У Середні віки професія набула популярність, адже вироби зі шкіри були майже у всіх містян. Чинбар виготовляв та ремонтував не тільки шкіряні вироби, але й валізи, сумки, гаманці тощо.

## У культурі
- Імена деяких ремісників-чинбарів залишилися в легендах: Микита Кожум'яка, Ян Усмошвець (Усмар).